# Jean-Jacques Lagrenée
Jean-Jacques Lagrenée, conocido como Lagrenée el Joven (París, 18 de septiembre de 1739-Ibidem, 13 de febrero de 1821), fue un pintor, dibujante y grabador francés.

## Biografía
Alumno de su hermano mayor Louis-Jean-François Lagrenée, Jean-Jacques Lagrenée permaneció con él en Rusia de 1760 a 1762, luego en la Academia Francesa en Roma de 1765 a 1769. Se interesó mucho por las excavaciones de Herculano y Pompeya e hizo numerosos estudios sobre el terreno. De vuelta en Francia, se dedicó a la pintura de historia.
Aprobado por la Academia Real en 1769, expuso regularmente en el Salón de 1771 y 1804. El 30 de junio de 1775 fue recibido en la Academia con el Techo de Invierno de la Galería Apolo del Palacio del Louvre en París. En 1776, fue nombrado profesor asistente y, el 28 de julio de 1781, catedrático, en sustitución de Jean-Baptiste d'Huez; fue confirmado en este cargo el 10 de marzo de 1795. Le sucedió Charles Meynier. En 1784 publicó una colección de láminas grabadas de la antigüedad, aportando todo un repertorio de motivos, frisos y ornamentos varios, a partir de sus levantamientos realizados en la región de Nápoles.
En 1785, el conde de Angiviller, que quería impulsar la vuelta a lo antiguo, le nombró codirector artístico de la Porcelana de Sèvres. Con su colega Boizot, es el autor del servicio etrusco para la lechería de Rambouillet.
Está enterrado en el Cementerio del Père Lachaise.

## Colecciones públicas

### Dibujos
- La huida a Egipto, dibujo preparatorio, Museo de Bellas Artes de Rennes.

### Pinturas
- San Pablo ante el Areópago (1770), óleo sobre lienzo, Capilla de San Pablo de la Catedral de San Pedro en Lisieux.
- La incredulidad de Santo Tomás (1770), Museo Nacional de Bellas Artes de Québec.[3]
- El Entierro (1770), Museo Nacional de Bellas Artes de Québec.[4]
- Alegoría relativa al establecimiento del Museo en la gran galería del Louvre (1783), óleo sobre lienzo, París, Museo del Louvre.[5]
- La Asunción de la Santísima Virgen María (1807), Iglesia de Nuestra Señora de Challans.
- Invierno o Eolo desatando los vientos que cubren de nieve las montañas, París, Museo del Louvre, Galería Apolo.
- El Festival de Baco o el Otoño, París, Museo del Louvre.
- La muerte de José, París, Iglesia de Notre-Dame-de-la-Croix de Ménilmontant, crucero izquierdo.
- La Presentación en el Templo, Museo Nacional de los Palacios de Versalles y Trianon.
- Cinco amores en medio de las nubes, Museo Nacional del Palacio de Fontainebleau.
- Las Bodas de Caná, Museo Nacional del Castillo de Fontainebleau.
- El Bautismo de Jesucristo por San Juan, Museo Nacional del Palacio de Fontainebleau.
- David insultando a Goliat después de derrotarlo, Musée des Beaux-arts de Caen.
- La caída de los ídolos y el descanso en la huida a Egipto, Museo de Bellas Artes de Rennes.
- Cardenal de Bérulle presentando la regla del Oratorio a Cristo en la cruz (1784), Iglesia de Saint-Sauveur en La Rochelle.
- Moisés salvado de las aguas, Dijon, Museo Magnin.

Obras de Jean Jacques Lagrenée
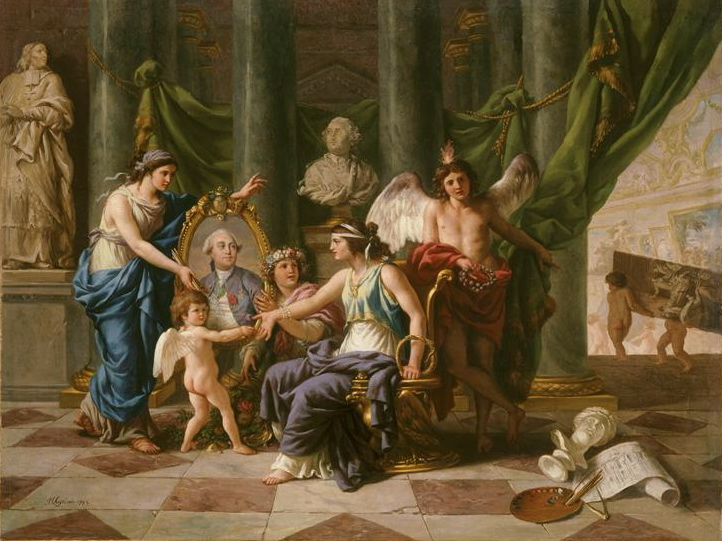
Alegoría relativa a la creación del Museo en la gran galería del Louvre (1783), París, Museo del Louvre.
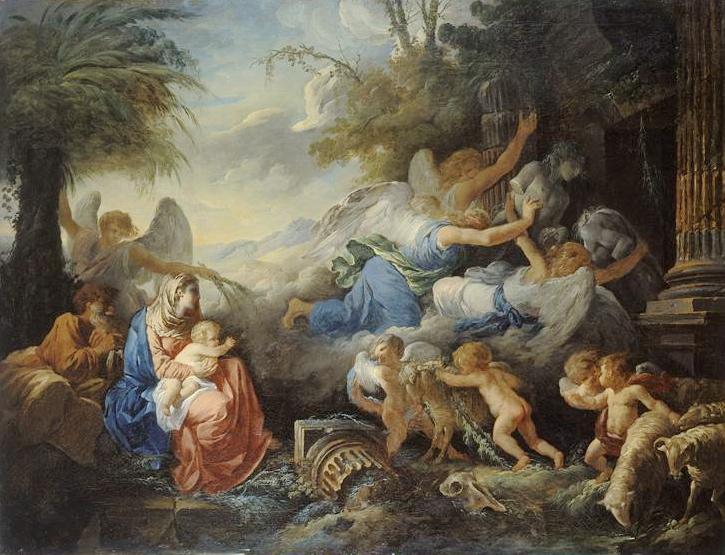
La caída de los ídolos y el descanso en la huida a Egipto, Museo de Bellas Artes de Rennes.
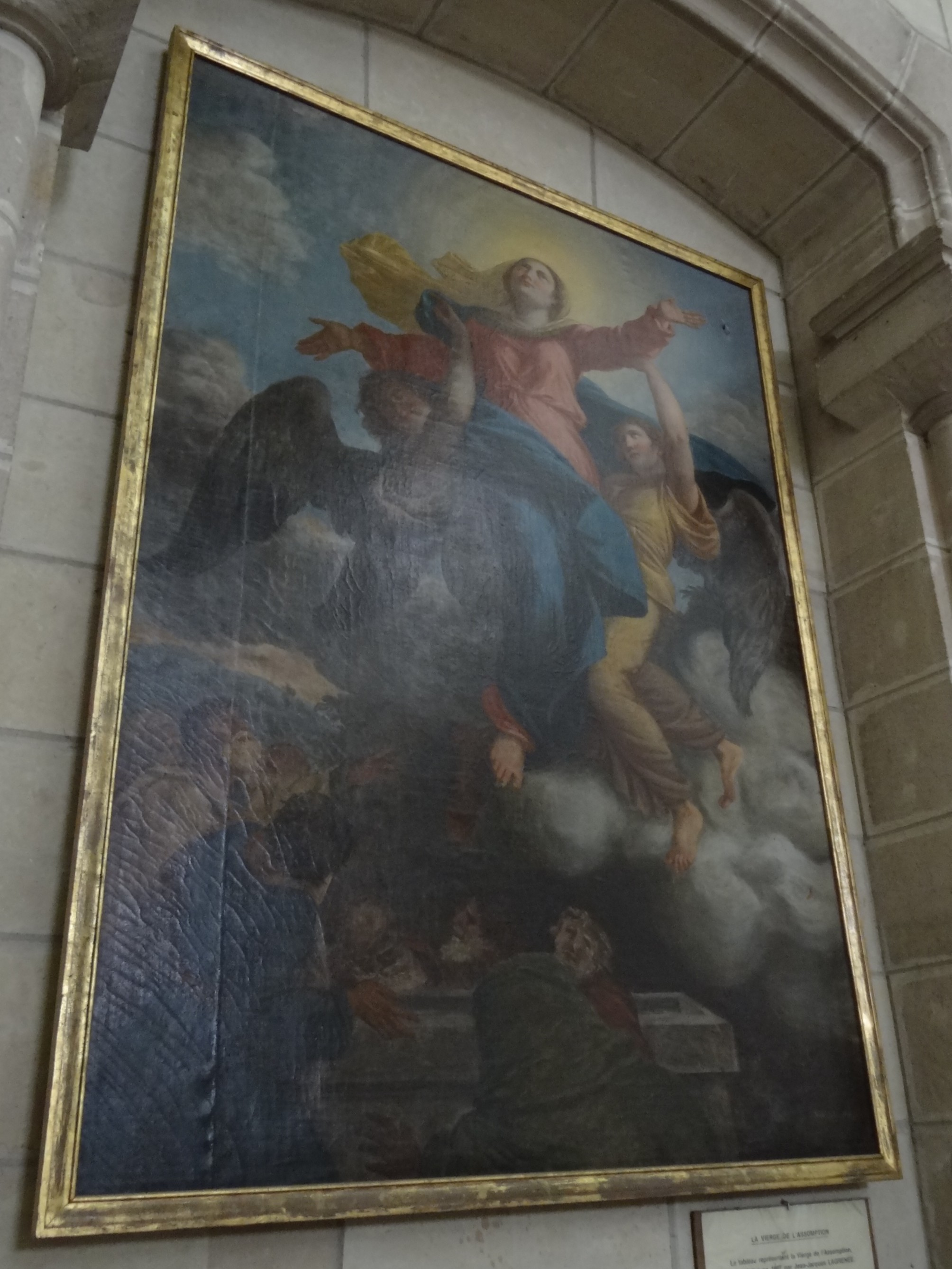
Pintura expuesta en la iglesia de Notre-Dame de Challans bajo el título de La Virgen de la Asunción.

### Salones
- Martirio de San Esteban, comentado por Denis Diderot en su Salón de 1781.